# Claudia Coca
Claudia Coca (Lima, 1970) es una artista visual, docente y activista política peruana. A lo largo de los años, su obra ha estado enfocada en una reflexión crítica sobre temas políticos y culturales contemporáneos, entre ellos el racismo, el mestizaje, el género, la colonialidad y la naturaleza. Asimismo, es conocida por haber sido parte del grupo fundador del Colectivo Sociedad Civil, una agrupación transdisciplinar que entre 2000 y 2002 desarrolló una serie de acciones artísticas callejeras con el fin de llamar a un cambio cultural y político en el Perú, entre ellas la más conocida: "Lava la bandera". Fue directora académica de la Escuela de Artes Visuales Corriente Alterna en Lima desde 2011 hasta 2018.

## Biografía
Estudió en la Escuela de Bellas Artes de Lima de 1989 a 1994. Ella cuenta que inicialmente tenía la ambición de estudiar arte en la Pontificia Universidad Católica del Perú, sin embargo, al no pasar el examen de admisión, decide asistir a las Escuela Nacional de Bellas Artes como alumna libre durante un año. La artista confiesa que el período de aprendizaje en esta institución le permitió acercarse a realidades sociales distintas a la suya y "tener una perspectiva muy diferente de lo que era Lima y el Perú". Posteriormente, cursó el Bachillerato Complementario en Arte en la Universidad Nacional Mayor de San Marcos de la que egresó en el 2013.
Si bien Claudia Coca —como muchos artistas peruanos en los comienzos de la década de los noventa— comenzó su carrera pintando algunos autorretratos marcados por cierto carácter lúdico, a partir del 2000 su obra se compromete con una visión crítica de la realidad cultural y política del Perú. Es durante esta década que colabora con los trabajos políticos y anti-dictatoriales del Colectivo Sociedad Civil. En los siguientes años, seguirá produciendo trabajos comprometidos con la realidad peruana, especialmente enfocados en el componente racial y discriminatorio de la cultura contemporánea en este país.
En el año 2003, realizó, junto a la artista Susana Torres, la dirección de arte de la entrega simbólica del Informe Final de la Comisión de la Verdad y Reconciliación  (documento donde se detallan las investigaciones realizadas sobre el conflicto armado interno ocurrido en el Perú entre 1980 y 2000) en Ayacucho.
Desde 1993, ha ejercido como docente en diversas instituciones artísticas, entre ellas la Escuela de Formación Artística Corriente Alterna, el Centro de la Imagen de Lima, Mod’art Internacional Perú, el Instituto de Diseño Toulouse Lautrec y en la Escuela de Artes Visuales Corriente Alterna.

## Características formales de su obra
Claudia Coca empezó a desarrollarse artísticamente durante los años noventa en Lima. Esta etapa es conocida en el ámbito local artístico como la del surgimiento de una estética de la subjetividad. Augusto del Valle y Jorge Villacorta, críticos peruanos, dicen que este momento se caracteriza por tener "como rasgo dominante la relación que establece el artista consigo mismo en tanto individuo con una historia personal de gustos y afectos". Igualmente, el artista visual peruano Alfredo Márquez expresa que "todo el principio de los noventa, es la gran época de los autorretratos". Vale recalcar que esta época está muy marcada por el conflicto interno en el Perú, el cual ha sido históricamente definido desde 1980 hasta el 2000. Natalia Iguiñiz, artista contemporánea a Coca, explica que "en esa época, con Fujimori en el gobierno y todos los medios de comunicación copados, todo estaba bastante controlado. Muchas veces ni siquiera era necesario que nos controlaran, sino que la misma gente se auto censuraba, con frecuencia para no tener problemas". Es así que durante esta década se desarrolla una serie de trabajos basados en la observación crítica del artista en relación con su contexto cultural inmediato. Este periodo incluiría la obra tanto de Claudia Coca, como la de Natalia Iguiñiz, Elena Tejada, Susana Torres y Miguel Aguirre.
Coca ha manifestado que su interés por el autorretrato también se debe a que este le permite hablar sin intermediarios, con el fin de generar una identificación del espectador con la experiencia del artista. Asimismo, ella afirma que el autorretrato no la hace menos o más ególatra o narcisista que los demás y que al apostar por la contemplación personal, ella apuesta por reforzar su autoestima y la del resto. Ella dice: "mi trabajo apuesta por la autoestima social, más que por la autoestima personal. Yo me quiero y si la gente ve que yo me quiero, también se podrá querer".
Coca declara que ella emplea el cómic norteamericano, tropo usado célebremente por los artistas ingleses en la década de 1950 y por los artistas estadounidense en la década de 1960, ya que lo considera una de las disciplinas más adecuadas para implementar textos a sus obras.

## Análisis de obra

### Serie¡Qué tal Raza!(2002)
En esta serie, Claudia Coca hace muestra de su comprensión y conocimiento de la escena artística local al hacer referencia en su obra, no sólo a trabajos de artistas contemporáneos, sino también, al de diferentes personalidades de la cultura popular nacional. En La Otra, Coca se apropia de parte de la exposición homónima de la artista visual Natalia Iguiñiz. En esta muestra, Iguiñiz fotografió a diversas mujeres de Lima al lado de sus trabajadoras del hogar. Coca toma una de estas fotografías como base para uno de los óleos de su serie en donde se pinta, en simultáneo, como "patrona" y trabajadora del hogar.
Por otro lado, en Raza Bella, la artista se retrata como tres artistas de tecnocumbia, un género popular a finales de la década de los noventa en el Perú. Al retratarse como parte de un grupo musical femenino de la época, ella nos presenta un "nuevo modelo aspiracional de jovencitas populares, ajenas ya a cualquier cursi representación de empleada doméstica en las telenovelas nacionales".
Gonzalo Portocarrero, sociólogo y ensayista peruano, entiende las obras de Claudia Coca como parte de un proyecto estético-político en el cual reivindica la condición femenina.
Esta serie, que se exhibió en abril del 2002 en la Galería Forum de Lima, incluyó obras en óleo de gran tamaño y tres trípticos.

### SeriePeruvian Beauty: Centro de Estéticas(2004)
Para esta muestra dual, las artistas Claudia Coca y Susana Torres se apropiaron imágenes de la historia peruana y universal para reformularlas desde su propia imagen y apariencia. Las dos artistas revierten sus apariencias con las de la belleza canónica occidental y local. Es así que Coca apropia referentes occidentales como Pedro Pablo Rubens, Gustav Klimt y Roy Lichtenstein; mientras que Torres lo hace con esculturas cerámicas de la cultura prehispánica Mochica, obras de Guamán Poma y E. P. S. Huayco. Este intercambio apuntaba a construir una democracia estética, donde exista una pluralidad crítica de la belleza ante "la interiorización de lo blanco como paradigma de belleza o prosperidad".
Por ejemplo, en Las tres Gracias (d´Apres Rubens), Claudia Coca se retrata en los cuerpos de las tres gracias que forman parte del ubicuo trabajo del pintor barroco. El curador y crítico Gustavo Buntinx consideró el trabajo como "una de las imágenes más incitantes del arte peruano. También una de las más críticas". Buntinx aclama el nivel de detalle prestado por Coca y admira la inclusión casi idéntica de los putti o angelillos y demás ornamentos barrocos que le otorgan a ambas obras, tanto a la de Coca como a la de Rubens, su calidad escultórica. La obra incluyó un registro de performance en video, realizada por Patricia Bueno, donde se intercalan imágenes de las obras de la serie con registros de las artistas, en un centro de belleza, mientras son atendidas por un equipo de peluquería.
Esta serie se exhibió por primera vez en el 2004 en la Sala Miró Quesada de la Municipalidad de Miraflores.

### SerieGlobo Pop(2007)
En esta serie Claudia Coca se apropia y se representa disfrazada— de la imagen de personajes públicos y ficticios, locales y extranjeros, los cuales tuvieron y tienen resonancia en la cultura popular local. Estos personajes incluyeron a actrices norteamericanas como Lynda Carter en "La Mujer Maravilla" y Bárbara Eden en "Mi bella genio", a la santa popular local Sarita Colonia, las féminas de los cuadros del artista pop Roy Lichtenstein y las geishas que aparecen en las series animadas japonesas o animes. Coca explica que la razón principal para abordar el autorretrato desde el pop, se debe a que este es el "lenguaje más contemporáneo, más fácil de absorber por la gente".
En Dream Card, Coca se representa a sí misma disfrazada del personaje la serie "Mi bella Genio" y abraza al astronauta Tony Nelson, interpretado en la serie por Harry Hagman. En la mano ella sostiene una tarjeta verde, que hace referencia a la famosa Green Card, la tarjeta de residencia permanente de los Estados Unidos. Gustavo Buntinx entiende la obra, y la serie en general, como la crítica de la "ridícula fantasía orientalizante de sumisiones exóticas", un estilo postmoderno propio e innovador el cual transgrede modelos internacionales y locales, la subversión desde la experiencia más inmediata y popular de la alienación de identidad.
Esta serie se exhibió en junio del 2007 en la galería Vértice, Lima.

### De castas y mala raza(2009)

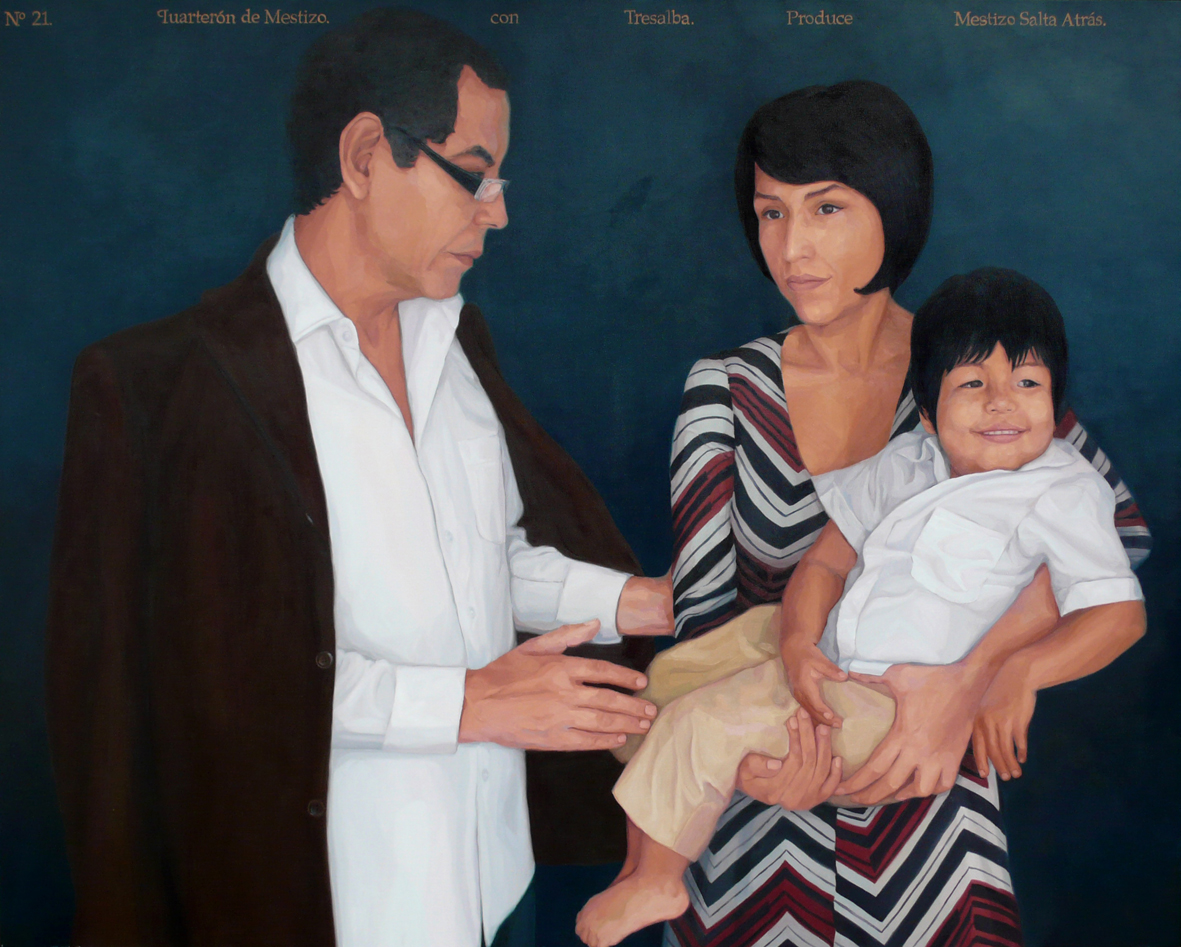
N°21 De castas y mala raza

Con esta pintura al óleo, Claudia Coca ganó el segundo puesto en el Primer concurso nacional de Pintura del Banco Central de Reserva del Perú en el 2009. La obra hace referencia a las pinturas de castas, populares hacia el siglo XVIII tanto en el Virreinato del Perú como el de Nueva España. Estas pinturas, encargadas por los virreyes para ser enviadas a los reyes en España, intentaban explicar un sistema de clasificación de los miembros del virreinato basado en el mestizaje, en donde a cada mezcla específica se le otorgaba un nombre. Las pinturas se presentaban en conjunto de casta mostrando el núcleo familiar, donde la combinación racial entre madre y padre, determinaba la del hija o hijo retratada/o. Magali M. Carrera, historiadora del arte, nos dice que estas generalmente intentaban explicar el comportamiento y el estilo de vida de las diferentes castas; por lo general, sugerían que mientras más asociaciones a la raza blanca o española hubieran, mejores atributos y calidad de vida tenían. Por el contrario, menos asociaciones raciales a los españoles y más vínculos con la raza negra o india, resultaban en peores atributos. Coca utiliza el autorretrato, junto a su familia, para presentar a su pareja como Cuarterón, a ella misma como Tresalba y a su hijo como Salta Atrás. Portocarrero entiende la obra como una ironía ante la utopía del blanqueamiento, aquel predicamento en la sociedad peruana aspiracional de que lo que "la población peruana admira como ideal y deseable es lo blanco y lo rubio".

## Principales exposiciones individuales
- 2025. "La piel de mi reino", Espacio Germán Krüguer, Icpna, Lima.
- 2022. "Caminar entre las hojas y recordar el futuro", Galería Casa Mayor, Asunción, Paraguay.
- 2021. "Paisajes del deseo y el olvido", Ethan Cohen Gallery, Nueva York.
- 2020. "Mala Hierba / Yerba Mala", Galería del Paseo, Lima.
- 2019. "Todos los espacios están contemplados en mi reino", Proyecto Suero, Pamplona, España.
- 2018. "No digas que no sé atrapar el viento", Centro de Arte y Naturaleza, Buenos Aires, Argentina.
- 2017. "Cuentos Bárbaros -Otras Tempestades-", Sala Luis Miró Quesada Garland, Lima.
- 2014. "Mestiza", Antología 2000-2014, MAC, Museo de Arte Contemporáneo de Lima.
- 2011. "Revelada e Indeleble", Antología 2000-2011, Museo de Arte de San Marcos, Lima.
- 2007. "Globo Pop", Galería Vértice, Lima.
- 2004. "Peruvian Beauty: Centro de Estéticas" (A dúo con la artista Susana Torres), Sala Miró Quesada, Lima.
- 2002. "Que tal Raza", Galería Forum, Lima.
- 1998. "Cielito Lindo", Galería Forum, Lima.
- 1996. "Hasta morder tu corazón", Galería Forum, Lima.

## Premios y distinciones
- En el 2000, el Colectivo Sociedad Civil al que pertenecía obtuvo el premio “A la Resistencia”[18] otorgado por la revista Caretas en virtud a la resistencia pacífica, realizada mediante acciones en la ciudad de Lima, contra el régimen dictatorial de turno.
- En el 2001, gracias al trabajo, nuevamente, con el Colectivo Sociedad Civil, gana el Premio Flora Tristán,[19] “en mérito a la defensa y fortalecimiento de los derechos ciudadanos y la democracia”.
- En 2003 ganó una beca para asistir al Tercer Coloquio de Derechos Humanos en Sao Paulo, Brasil.
- En 2009 ganó el segundo Premio del Concurso Nacional de Pintura del Banco Central de Reserva del Perú, y participó en la "Trienal de Chile", en el Museo de Arte Contemporáneo de Santiago.
- En 2014, realizó su primera exposición retrospectiva, Mestiza, en el Museo de Arte Contemporáneo de Lima, MAC. Esta exposición fue reconocida con el "Premio Luces" del diario El Comercio a la mejor retrospectiva.[20]

## Colecciones
La obra de Claudia Coca forma parte de diversas colecciones públicas, entre ellas están las del Museo Reina Sofía, Madrid, España; MALI, Museo de Arte de Lima, Perú; PAMM, Perez Art Museum de Miami, USA; Museo del Barro, Paraguay; MUNTREF, Museo de la Universidad Nacional de Tres de Febrero, Buenos Aires, Argentina; MAC, Museo de Arte Contemporáneo de Lima; MUCEN, Museo del Banco Central de Reserva del Perú y el MASM, Museo de Arte de la Universidad Nacional Mayor de San Marcos, entre otros.